# Klassisches Chinesisch
Das klassische Chinesisch (chinesisch 文言文, Pinyin Wényánwén – „Literatursprache“), auch „Wenyan“ (文言,  Wényán) genannt, bezeichnet im engeren Sinne die geschriebene und wohl auch gesprochene Sprache Chinas während der Zeit der Streitenden Reiche (5.–3. Jahrhundert v. Chr.). Im weiteren Sinne umfasst dieser Begriff auch die bis ins 20. Jahrhundert benutzte chinesische Schriftsprache.
Das klassische Chinesisch gilt als Vorläufer aller modernen sinitischen Sprachen und bildet die letzte Phase des Altchinesischen. Zum klassischen Chinesisch wird im Allgemeinen das Altchinesische ab dem 5. Jahrhundert v. Chr. gerechnet; frühere Sprachformen werden unter dem Terminus präklassisches Chinesisch zusammengefasst. Seit der Qin-Dynastie wurde das klassische Chinesisch allmählich zu einer toten Sprache, die als literarische Sprache jedoch bis in die Neuzeit Bestand hatte.

## Überlieferung
Das klassische Chinesisch ist durch zahllose Texte überliefert. Neben Inschriften aus allen Zeiten seit der Spätzeit der Östlichen Zhou-Dynastie (770–221 v. Chr.) sind vor allem eine große Anzahl literarischer Texte zu nennen, deren Bedeutung für die chinesische Kultur nicht überschätzt werden kann. Von besonderer, kanonischer Bedeutung sind die konfuzianischen Vier Bücher; auch Schriften anderer philosophischer Richtung wie die Schriften des Mozi sowie das Daodejing entstanden in der klassischen Phase. Ebenfalls zu nennen sind historische Texte, darunter das Zuozhuan sowie sonstige literarische Werke, beispielsweise die „Kunst des Krieges“ des Sunzi. Alle diese Werke beeinflussten die chinesische Literatur späterer Zeiten sehr stark, was die Konservierung des klassischen Chinesisch als Literatursprache begründet.

## Geschichte und Verwendung

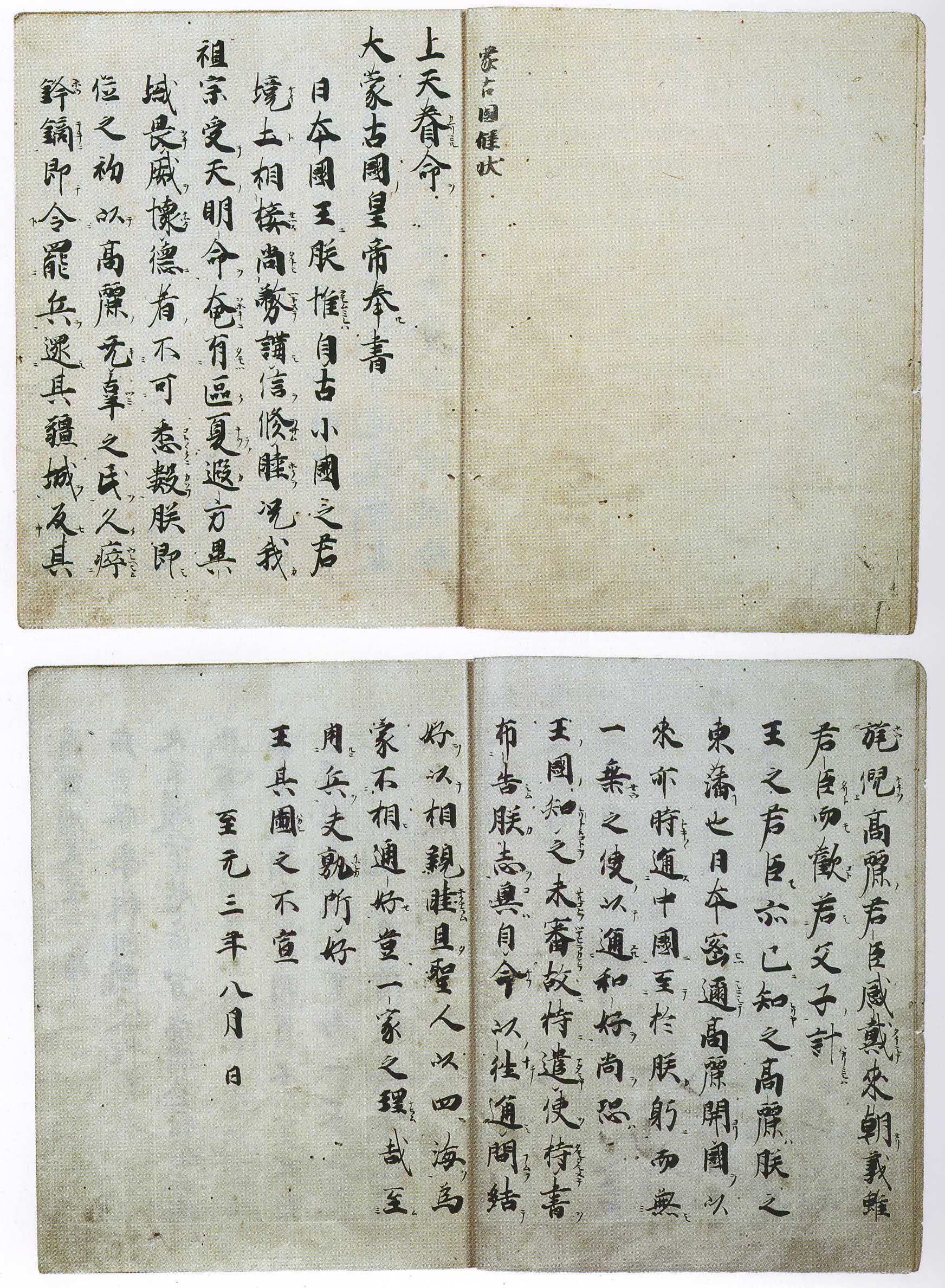
Klassisches Chinesisch war in der internationalen Kommunikation zwischen der Mongolei und Japan im Gebrauch.

Das klassische Chinesisch beruht auf der gesprochenen Sprache der Endphase der Zhou-Dynastie, der Spätphase des Altchinesischen. Nach der Zeit der Qin-Dynastie entfernte sich das gesprochene Chinesisch zunehmend vom klassischen Chinesisch, das – auch aufgrund der in ihm verfassten Literatur mit ihrer immensen Bedeutung für die konfuzianische Staatsdoktrin späterer Zeiten – kanonische Bedeutung erhielt und bis zum Anfang des 20. Jahrhunderts als Schriftsprache in der Literatur und in amtlichen Dokumenten Verwendung fand. Zwar zeigen jüngere Texte in klassischem Chinesisch Einflüsse der entsprechenden gesprochenen Sprache, insgesamt zeigen jedoch alle diese Texte gemeinsame Merkmale, die sie deutlich von jüngeren Formen des Chinesischen abgrenzen.
Seit dem 20. Jahrhundert wird als Schriftsprache vor allem modernes Hochchinesisch benutzt, doch man findet auch in modernen Texten häufig Zitate und Passagen in klassischem Chinesisch, vergleichbar den juristischen Texten im Deutschen, die lateinische Phrasen enthalten. Auch kennt der Volksmund viele Anekdotenwörter (成語 / 成语,  chéngyǔ), die meist aus vier Morphemen bestehen und die grammatischen Strukturen des klassischen Chinesisch aufweisen.
Klassisches Chinesisch wird zwar an den Schulen gelehrt, die Kompetenz der Schüler umfasst jedoch meist nur das Leseverständnis, nicht das Verfassen von Texten. Dennoch nimmt auch die Lesekompetenz in Bezug auf klassisches Chinesisch in der Bevölkerung ab.

## Regionale Verbreitung

### Dialekte
Bereits in der Antike war das chinesische Sprachgebiet in mehrere Varietäten aufgeteilt, die sich während der klassischen Zeit auch in der geschriebenen Sprache niederschlugen. Edwin G. Pulleyblank (1995) unterscheidet dabei die folgenden Dialekte:
- einen der präklassischen Sprache nahestehenden Dialekt
- einen in Lu beheimateten Dialekt, der u. a. in den Analekten des Konfuzius und dem Buch Mencius Verwendung fand
- den Dialekt von Chu
- einen späteren Dialekt, der bereits auf eine Standardisierung hinweist

Seit der Qin-Dynastie, als das klassische Chinesisch zunehmend zu einer toten Sprache wurde, fand eine starke Vereinheitlichung der klassischen Sprache statt, während sich im gesprochenen Chinesisch die regionalen Unterschiede verstärkten.

### Verbreitung außerhalb von China
Nicht nur China, sondern auch Korea, Vietnam und Japan verfügen über die Tradition des klassischen Chinesisch, wobei anzumerken ist, dass jeweils eine unterschiedliche Lesung der Silben der Schriftzeichen tradiert ist. Dies liegt in der Anpassung der jeweils übernommenen Sprachentwicklungsstufe des Chinesischen und dessen Anpassung an die phonetische Struktur der Zielsprache begründet. Besonders komplex ist diese Situation in Japan, wo zu verschiedenen Zeiten aus dem Chinesischen Aussprachen entlehnt wurden und so im modernen Japanisch verschiedene Stadien des Chinesischen konserviert sind. Koreanisch und Vietnamesisch haben eigene, komplette Aussprachesysteme. Auf Koreanisch werden beispielsweise die Schriftzeichen für wényán 文言 als muneon (문언, Hanja: 文言) gelesen.
Bekannt ist wényán auch als Koreanisch hanmun (한문, Hanja: 漢文), auf Japanisch als kanbun (漢文) und auf Vietnamesisch als văn ngôn (chữ hán: 文言).

## Schrift
Das System der chinesischen Schrift der klassischen Periode unterscheidet sich nicht wesentlich von der Schrift anderer Perioden: auch im klassischen Chinesisch steht ein einzelnes Zeichen (in der Regel) für ein einzelnes Morphem. Seit der größten Veränderung der Schrift im 20. Jahrhundert, der offiziellen Standardisierung und Einführung von Kurzzeichen in der Volksrepublik China, in Singapur und in Malaysia, wird das klassische Chinesisch dort oft in Kurzzeichen anstatt der traditionell benutzten Langzeichen geschrieben.

## Phonologie
Da die chinesische Schrift weitgehend lautunabhängig ist, lässt sich die Phonologie des antiken Chinesisch (Altchinesisch) nur indirekt rekonstruieren. Zusätzlich ist zu beachten, dass sich die Aussprache des klassischen Chinesisch zusammen mit der Aussprache der gesprochenen Sprache wandelte. Für das Verständnis der Grammatik des klassischen Chinesisch ist jedoch hauptsächlich die Lautung der späten Zhou-Zeit von Bedeutung. Hierfür gibt es im Wesentlichen fünf Quellen:
- die Reime des Shi Jing (10. Jh. bis 7. Jh. v. Chr.) aus der frühen Zhou-Dynastie
- Rückschlüsse aus der Anwendung phonetischer Elemente zur Bildung von Zeichen
- das Qieyun (601 n. Chr.), das die Zeichen nach Anlaut und Reim ordnet
- Schreibungen chinesischer Namen in fremden Schriften, chinesische Transkriptionen fremder Namen und Wörter, chinesische Lehnwörter in fremden Sprachen
- Vergleich der modernen chinesischen Dialekte

Von diesen Quellen ausgehend lassen sich zwei Zustände rekonstruieren: das Altchinesische, das einen einige Jahrhunderte vor die klassische Zeit zurückreichenden Zustand reflektiert, sowie das im Qieyun wiedergegebene Mittelchinesisch. Diese Rekonstruktionen sind in besonderem Maße mit dem Namen Bernhard Karlgrens verbunden, der aufbauend auf den besonders während der Qing-Dynastie von chinesischen Gelehrten gewonnenen Erkenntnissen als erster versuchte, die Methodologie der europäischen historischen Linguistik auf die Rekonstruktion der Phonologie des antiken Chinesisch (Altchinesisch) anzuwenden. Inzwischen existieren eine ganze Reihe weiterer Rekonstruktionsversuche.
Während die Rekonstruktion des Mittelchinesischen im Wesentlichen unproblematisch ist, gibt es für das Altchinesische keine allgemein akzeptierte Rekonstruktion und einige Sinologen halten eine exakte Rekonstruktion gar nicht für möglich.
Das Lautinventar des Altchinesischen ist daher stark umstritten, hinsichtlich der Silbenstruktur sind jedoch einige Aussagen möglich. So wird davon ausgegangen, dass sowohl im An- als auch im Auslaut Konsonantencluster möglich waren, während im Mittelchinesischen im Anlaut nur einfache Konsonanten und im Auslaut sogar nur eine sehr begrenzte Auswahl von Konsonanten erlaubt war. Ob das Altchinesische eine Tonsprache war, ist umstritten; die Mehrheit der Wissenschaftler führt die mittelchinesischen Töne jedoch auf die Einwirkung bestimmter Endungskonsonanten zurück. Im Mittelchinesischen dagegen existierten bereits vier Töne, aus denen sich die meist wesentlich komplexeren modernen Tonsysteme ableiten.

### Zur Transkription
Es wurde zwar verschiedentlich versucht, das Klassische Chinesisch mithilfe rekonstruierter Lautformen zu transkribieren, aufgrund der großen Unsicherheiten hinsichtlich der Rekonstruktion ist ein solches Vorgehen jedoch fraglich. Daher wird im Folgenden die Lautumschrift Pinyin benutzt, welche die Aussprache der modernen chinesischen Hochsprache Putonghua wiedergibt. Es sei ausdrücklich darauf hingewiesen, dass die Lautungen des Hochchinesischen in Bezug auf das klassische Chinesisch nicht selten irreführend sind und etymologische Zusammenhänge verschleiern.

## Grammatik
Die folgende Darstellung der wesentlichen grammatischen Strukturen des klassischen Chinesisch orientiert sich an der Sprache der Zeit der Streitenden Reiche, auf Besonderheiten späterer Texte wird nicht eingegangen. Die zitierten Sätze stammen zumeist aus klassischen Texten dieser Zeit.

### Morphologie
Das moderne Chinesisch ist eine weitgehend isolierende Sprache, die abgesehen von einigen Affixen wie dem Pluralsuffix 們 / 们,  men keine Morphologie kennt. Auch das klassische Chinesisch ist im Wesentlichen isolierend, allerdings waren in der klassischen Periode einige Wortbildungsprozesse, die sich heute nur noch lexikalisiert finden, wohl teilweise noch produktiv. Die folgende Tabelle bietet Beispiele einiger besonders häufiger morphologischer Prozesse:
| Grundwort                                                           | Grundwort                                 | Grundwort                                 | Grundwort                                 | Abgeleitetes Wort                         | Abgeleitetes Wort                         | Abgeleitetes Wort                         | Abgeleitetes Wort                         |
| Zeichen                                                             | Hochchinesisch                            | Altchinesisch nach Baxter 1992 (IPA)      | Bedeutung                                 | Zeichen                                   | Hochchinesisch                            | Altchinesisch nach Baxter 1992 (IPA)      | Bedeutung                                 |
| Änderung der Artikulationsart des Anlauts                           | Änderung der Artikulationsart des Anlauts | Änderung der Artikulationsart des Anlauts | Änderung der Artikulationsart des Anlauts | Änderung der Artikulationsart des Anlauts | Änderung der Artikulationsart des Anlauts | Änderung der Artikulationsart des Anlauts | Änderung der Artikulationsart des Anlauts |
| ------------------------------------------------------------------- | ----------------------------------------- | ----------------------------------------- | ----------------------------------------- | ----------------------------------------- | ----------------------------------------- | ----------------------------------------- | ----------------------------------------- |
| Zur Ableitung von intransitiven Verben aus transitiven Verben       |                                           |                                           |                                           |                                           |                                           |                                           |                                           |
| 見                                                                  | jiàn                                      | *kens                                     | sehen                                     | 見/現                                     | xiàn                                      | *gens                                     | erscheinen                                |
| 囑/屬                                                               | zhǔ                                       | *tjok                                     | zuweisen                                  | 屬                                        | shǔ                                       | *djok                                     | zugehörig sein                            |
| Suffix *-s                                                          |                                           |                                           |                                           |                                           |                                           |                                           |                                           |
| Zur Bildung von Substantiven                                        |                                           |                                           |                                           |                                           |                                           |                                           |                                           |
| 度                                                                  | duò                                       | *lɐk                                      | messen                                    | 度                                        | dù                                        | *lɐks                                     | Maß                                       |
| 知                                                                  | zhī                                       | *ʈje                                      | wissen                                    | 知/智                                     | zhì                                       | *ʈjes                                     | Weisheit                                  |
| 難                                                                  | nán                                       | *nɐn                                      | schwierig                                 | 難                                        | nàn                                       | *nɐns                                     | Schwierigkeit                             |
| 行                                                                  | xíng                                      | *grɐŋ                                     | gehen                                     | 行                                        | xíng                                      | *grɐŋs                                    | Verhalten                                 |
| Zur Bildung von Verben                                              |                                           |                                           |                                           |                                           |                                           |                                           |                                           |
| 王                                                                  | wáng                                      | *wjɐŋ                                     | König                                     | 王                                        | wàng                                      | *wjɐŋs                                    | herrschen                                 |
| 好                                                                  | hǎo                                       | *xuʔ                                      | gut                                       | 好                                        | hào                                       | *xu(ʔ)s                                   | lieben                                    |
| 惡                                                                  | è                                         | *ʔɐk                                      | böse                                      | 惡                                        | wù                                        | *ʔɐks                                     | hassen                                    |
| 雨                                                                  | yǔ                                        | *w(r)jɐʔ                                  | Regen                                     | 雨                                        | yù                                        | *w(r)jɐ(ʔ)s                               | regnen                                    |
| 女                                                                  | nǚ                                        | *ɳjɐʔ                                     | Frau                                      | 女                                        | nǜ                                        | *ɳjɐ(ʔ)s                                  | zur Frau geben                            |
| Zur Bildung von außengerichteten Verben aus innengerichteten Verben |                                           |                                           |                                           |                                           |                                           |                                           |                                           |
| 聞                                                                  | wén                                       | *mun                                      | hören                                     | 問                                        | wèn                                       | *muns                                     | fragen                                    |
| 買                                                                  | mǎi                                       | *mreʔ                                     | kaufen                                    | 賣                                        | mài                                       | *mreʔs                                    | verkaufen                                 |
| Infix *-r-                                                          |                                           |                                           |                                           |                                           |                                           |                                           |                                           |
| 行                                                                  | háng                                      | *gɐŋ                                      | Reihe                                     | 行                                        | xíng                                      | *grɐŋ                                     | gehen                                     |

Das Wort ist im klassischen Chinesisch einsilbig, jedoch konnten durch Partial- und Totalreduplikationen neue, zweisilbige Wörter entstehen, die entsprechend auch mit zwei Schriftzeichen geschrieben werden: 濯濯 zhuózhuó „glänzend“, 螳螂 tángláng „Gottesanbeterin“ zu 螳 táng „Fangschrecke“.
Auch Wortkombinationen, deren Gesamtbedeutung sich aus den Bedeutungen der Komponenten nicht direkt ableiten lässt, bilden mehrsilbige Lexeme: 君子 jūnzǐ „edler Mensch“ aus 君 jūn „Fürst“ und 子 zǐ „Kind“.
Eine besondere Gruppe bilden einsilbige Wörter, die aus einer phonologisch bedingten Fusion zweier, in der Regel „grammatischer“ Wörter entstanden sind: 之於 zhī-yú und 之乎 zhī-hū> 諸 zhū; 也乎 yě-hū > 與 yú / 邪, 耶 yé.

### Syntax

#### Wortarten
Im Chinesischen werden traditionell zwei große Wortklassen unterschieden: 實字 shízì „volle Wörter“ und 虛字 xūzì „leere Wörter“. Shizi sind Träger semantischer Information, wie Substantive und Verben; Xuzi dagegen haben vorwiegend grammatische Funktion.
Die Abgrenzung von Wortarten fällt im klassischen Chinesisch jedoch nicht leicht, da etymologisch verwandte Wörter, die aus syntaktischer Sicht unterschiedlichen Wortklassen angehören, oft weder graphisch noch phonetisch unterschieden werden. So steht 死 sǐ für die Verben „sterben“, „tot sein“ und die Substantive „Tod“ und „Toter“. Dies führte so weit, dass einige Sinologen gar die Ansicht vertraten, das klassische Chinesisch besäße überhaupt keine Wortarten. Dies wird gewöhnlich abgelehnt, dennoch sind die Unsicherheiten in der Abgliederung von Wortarten in der klassisch-chinesischen Grammatik allgegenwärtig.

##### Shizi

###### Substantive
Substantive dienen gewöhnlich als Subjekt oder Objekt eines Satzes; daneben können sie auch das Prädikat eines Satzes bilden (siehe unten). In manchen Fällen treten sie auch als Verben mit der Bedeutung „sich verhalten wie…“ oder ähnlich sowie als Adverbien auf: 君君, 臣臣, 父父, 子子 jūn jūn, chén chén, fù fù, zǐ zǐ „Der Fürst verhalte sich wie ein Fürst, der Minister wie ein Minister, der Vater wie ein Vater, der Sohn wie ein Sohn.“

###### Verben
Die Grundfunktion der Verben ist das Prädikat, als das sie in vielen Fällen schon ohne Zunahme weiterer Wörter oder Partikeln einen vollständigen Satz bilden können. Wie in anderen Sprachen lassen sich auch im klassischen Chinesisch transitive und intransitive Verben unterscheiden. Unter den intransitiven Verben bilden die Zustandsverben, die den Adjektiven anderer Sprachen entsprechen, eine besondere Gruppe. Die Unterscheidung transitiver und intransitiver Verben fällt jedoch vielfach schwer, da sich von intransitiven leicht transitive Verben ableiten lassen:
- 王死 wáng sǐ „der König starb“ (intransitiv) (王,  wáng – „König“; 死,  sǐ – „sterben“)
- 王死之 wáng sǐ zhī „der König starb für ihn“ (transitiv) (之,  zhī – „ihn“)
- 臣臣 chén chén „der Lehnsmann war ein (echter) Lehnsmann“ (intransitiv) (臣,  chén – „Amtsträger, Lehnsmann, Vasall; Lehnsmann sein“)
- 君臣之 jūn chén zhī „der Fürst machte ihn zum Lehnsmann“ (transitiv) (君,  jūn – „Fürst“; 之,  zhī – „ihn“)

Eine besondere Gruppe der Adjektive sind die Numeralia, die sich syntaktisch als Verben verhalten. Wie Verben können sie ein Prädikat oder ein Attribut bilden und werden mit 不,  bù negiert:
- 五年 wǔ nián „fünf Jahre“
- 年七十 nián qíshí „die Jahre waren siebzig“ = „es waren siebzig Jahre“

##### Xuzi

###### Pronomina
Das System der Personalpronomina ist in der ersten und zweiten Person erstaunlich reich, in der dritten Person findet sich dagegen – abgesehen von Einzelfällen – kein Pronomen in Subjektsfunktion. Das Subjektspronomen der 3. Person wird meist ausgelassen oder von einem Demonstrativpronomen vertreten. Wie bei den Substantiven werden auch bei den Personalpronomina weder Genera noch Numeri unterschieden, dies unterscheidet das klassische Chinesisch sowohl von vorausgehenden wie von folgenden Formen des Chinesischen. Insgesamt finden sich hauptsächlich die folgenden Formen:
| Erste Person  | 我, wǒ  | 吾, wú | 余, yú | 予, yǔ | 朕, zhèn | 卬, áng |
| Zweite Person | 爾, ěr  | 汝, rǔ | 而, ér | 女, rǔ | 若, ruò  |         |
| Dritte Person | 之, zhī | 其, qí |        |        |          |         |

Es lassen sich zwar syntaktische Unterschiede in der Verwendung dieser Formen ausmachen; außerhalb der dritten Person, wo 其,  qí als Attribut sowie 之,  zhī als Objekt von Verben und Präpositionen verwendet wird, sind jedoch auch schlechter kontrollierbare Faktoren wie Dialektvariationen und der Status des Sprechers gegenüber dem Angesprochenen von Bedeutung.
Ein besonderes Phänomen des klassischen Chinesisch ist die Quasipronominalisierung. Hierbei werden Substantive wie Pronomina der ersten oder zweiten Person gebraucht: 臣,  chén – „Ich“ (eigentlich: „Lehnsmann“; Lehnsmann zum König), 王,  wáng – „hier: Eure Majestät“ (eigentlich: „König“), 子,  zǐ – „Herr, Sie“ (eigentlich: „Herr“; allgemeine höfliche Anrede).

#### Satz

##### Verbale Prädikate
In Sätzen, deren Prädikat ein Verb ist, findet sich im Allgemeinen die Satzstellung Subjekt – Verb – Objekt (SVO). Das klassische Chinesisch ist eine Pro-Drop-Sprache, weshalb das verbale Prädikat die einzige obligatorisch realisierte Konstituente ist. Neben einer Subjektsnominalphrase haben bestimmte Verben bis zu zwei Objekte, die beide in postverbaler Position unmarkiert auftreten können, wobei das direkte auf das indirekte Objekt folgt:
| 天                              | 與    | 之                      | 天下                   |
| tiān                            | yǔ    | zhī                     | tiānxià                |
| Himmel (Subjekt)                | geben | ihm (Indirektes Objekt) | Welt (Direktes Objekt) |
| „Der Himmel gibt ihm die Welt.“ |       |                         |                        |

Präpositionen, teilweise auch als Koverben bezeichnet, können sowohl vor dem Prädikat als auch hinter den Komplementsnominalphrasen stehen. Wo eine Präposition stehen kann, ist lexikalisch bedingt:
| 王                                | 立     | 於  | 沼    | 上        |
| wáng                              | lì     | yú  | zhǎo  | shàng     |
| König                             | stehen | auf | Teich | Oberseite |
| „Der König stand über dem Teich.“ |        |     |       |           |

| 得                                                       | 國   | 常         | 於    | 喪         |
| dé                                                       | guó  | cháng      | yú    | sāng       |
| bekommen                                                 | Land | gewöhnlich | durch | Trauerfall |
| „Man erhält das Land gewöhnlich durch einen Trauerfall.“ |      |            |       |            |

| 吾                                           | 以               | 此   | 知     | 勝負                | 矣                        |
| wú                                           | yǐ               | cǐ   | zhī    | shèng fù            | yǐ                        |
| ich                                          | Koverb „mittels“ | dies | wissen | Sieg und Niederlage | satzfinale Aspektpartikel |
| „Damit sage ich Sieg und Niederlage voraus.“ |                  |      |        |                     |                           |

| 世子                                | 自                | 楚  | 反           |
| shìzǐ                               | zì                | Chǔ | fǎn          |
| Kronprinz                           | Koverb „von, aus“ | Chu | zurückkehren |
| „Der Kronprinz kam aus Chu zurück.“ |                   |     |              |

Objekte ditransitiver Verben können auch mit Präpositionen markiert werden. Dabei kann 以 yǐ für das direkte und 於 yú für das indirekte Objekt angewendet werden:
| 堯                       | 以      | 天下                   | 與    | 舜                       |
| Yáo                      | yǐ      | tiānxià                | yǔ    | Shùn                     |
| Yao (Subjekt)            | mittels | Welt (Direktes Objekt) | geben | Shun (Indirektes Objekt) |
| „Yao gab die Welt Shun.“ |         |                        |       |                          |

| 堯                                   | 讓      | 天下                   | 於 | 許由                      |
| Yáo                                  | ràng    | tiānxià                | yú | Xǔyóu                     |
| Yao (Subjekt)                        | abgeben | Welt (Direktes Objekt) | zu | Xuyou (Indirektes Objekt) |
| „Yao hinterließ die Welt dem Xuyou.“ |         |                        |    |                           |

##### Nominale Prädikate
Im Gegensatz zu anderen historischen Entwicklungsstufen des Chinesischen existiert im Klassischen Chinesisch eine besondere Gruppe von Sätzen, in denen sowohl Subjekt als auch Prädikat Nominalphrasen sind. Hierbei wird gewöhnlich die Partikel 也 yě an das Satzende gestellt, eine Kopula wird dagegen nicht benötigt:
| 文王                         | 我        | 師     | 也       |
| Wén Wáng                     | wǒ        | shī    | yě       |
| König Wen                    | ich, mein | Lehrer | Partikel |
| „König Wen ist mein Lehrer.“ |           |        |          |

Die Negation erfolgt mit der negativen Kopula 非,  fēi, wobei 也,  yě entfallen kann:
| 子                   | 非         | 我  |
| zǐ                   | fēi        | wǒ  |
| du (Quasipronomen)   | nicht sein | ich |
| „Du bist nicht ich.“ |            |     |

##### Topikalisierung
Das klassische Chinesisch kann Satzglieder topikalisieren, indem es diese an den Satzanfang stellt, wo sie besonders markiert werden können. Hierzu dienen Partikeln wie 者,  zhě, 則,  zé oder 也,  yě:
| Erster Teil                               | Erster Teil            | Erster Teil | Erster Teil | Erster Teil    | Zweiter Teil | Zweiter Teil           | Zweiter Teil | Zweiter Teil   |
| 君                                        | 則                     | 不          | 寒          | 矣             | 民           | 則                     | 寒           | 矣             |
| jūn                                       | zé                     | bù          | hán         | yǐ             | mín          | zé                     | hán          | yǐ             |
| Quasipronomen „Ihr, Du“                   | Topikalisierungsmarker | nicht       | frieren     | Aspektpartikel | Volk         | Topikalisierungsmarker | frieren      | Aspektpartikel |
| „Du frierst nicht, aber das Volk friert.“ |                        |             |             |                |              |                        |              |                |

| Topikalisierte Nominalphrase                                                                 | Topikalisierte Nominalphrase | Topikalisierte Nominalphrase | Topikalisierte Nominalphrase | Nachsatz 1 | Nachsatz 1 | Nachsatz 1 | Nachsatz 1  | Nachsatz 2 | Nachsatz 2 | Nachsatz 2 | Nachsatz 2   |
| 人                                                                                           | 之                           | 道                           | 也                           | 或         | 由         | 中         | 出          | 或         | 由         | 外         | 入           |
| rén                                                                                          | zhī                          | dào                          | yě                           | huò        | yóu        | zhōng      | chū         | huò        | yóu        | wài        | rù           |
| Mensch                                                                                       | Attributpartikel             | Weg, Dao                     | Topikalisierungspartikel     | manchmal   | von        | innen      | herausgehen | manchmal   | von        | außen      | hereinkommen |
| „Was den Dao des Menschen anbelangt, so kommt er manchmal von innen und manchmal von außen.“ |                              |                              |                              |            |            |            |             |            |            |            |              |

##### Aspekt, Modus, Tempus, Diathese
Grammatische Kategorien des Verbs wie Aspekt, Modus, Tempus, Diathese und Aktionsart bleiben in allen Formen des Chinesischen nicht selten unmarkiert. 王來,  wáng lái kann also „der König kommt“, „der König kam“, „der König wird kommen“, „der König möge kommen“ etc. bedeuten. Selbst die Diathese, die Opposition Aktiv – Passiv, kann unmarkiert bleiben: 糧食,  liáng shí – „Proviant wird gegessen“ statt des semantisch ausgeschlossenen „Proviant isst“.
Es finden sich jedoch auch verschiedene Konstruktionen und Partikeln, von denen die wichtigsten im Folgenden vorgestellt werden. Der Aspekt kann im klassischen Chinesisch vor allem durch zwei am Satzende stehende Partikeln ausgedrückt werden. 矣,  yǐ scheint ähnlich wie das moderne 了,  le eine Veränderung, 也,  yě dagegen eher einen allgemeinen Zustand auszudrücken:
| 寡人                                                  | 之               | 病     | 病      | 矣             |
| guǎrén                                                | zhī              | bìng   | bìng    | yǐ             |
| Unsere Majestät                                       | Attributpartikel | Leiden | schlimm | Aspektpartikel |
| „Das Übel Unserer Majestät ist schlimm(er) geworden.“ |                  |        |         |                |

| 性                                                    | 無    | 善       | 無    | 不    | 善       | 也             |
| xìng                                                  | wú    | shàn     | wú    | bù    | shàn     | yě             |
| die menschliche Natur                                 | nicht | gut sein | nicht | nicht | gut sein | Aspektpartikel |
| „Die menschliche Natur ist weder gut noch nicht gut.“ |       |          |       |       |          |                |

Weitere Tempus-, Aspekt- und Modusunterscheidungen können durch vor dem Verb stehende Partikeln markiert werden:
| Satz 1                                                                                          | Satz 1 | Satz 1 | Satz 2       | Satz 2 | Satz 3 | Satz 3 | Satz 3  |
| 將                                                                                              | 之     | 楚     | 過           | 宋     | 而     | 見     | 孟子    |
| jiāng                                                                                           | zhī    | Chǔ    | guò          | Sòng   | ér     | jiàn   | Mèngzǐ  |
| Futurmarker                                                                                     | gehen  | Chu    | vorbeikommen | Song   | und    | sehen  | Mencius |
| „Als er (Herzog Wen) im Begriff war, nach Chu zu gehen, kam er an Song vorbei und sah Mencius.“ |        |        |              |        |        |        |         |

Zur Unterscheidung des Passivs vom Aktiv genügt oft die Nennung des Agens mit der Präposition chinesisch 於, Pinyin yú, wie folgendes Beispiel verdeutlicht:
| Satz 1 (aktiv)                                       | Satz 1 (aktiv)                                       | Satz 1 (aktiv)                                       | Satz 1 (aktiv)                                       | Satz 1 (aktiv)                                       | Satz 2 (passiv)                                           | Satz 2 (passiv)                                           | Satz 2 (passiv)                                           | Satz 2 (passiv)                                           | Satz 2 (passiv)                                           | Satz 2 (passiv)                                           |
| 勞                                                   | 心                                                   | 者                                                   | 治                                                   | 人                                                   | 勞                                                        | 力                                                        | 者                                                        | 治                                                        | 於                                                        | 人                                                        |
| láo                                                  | xīn                                                  | zhě                                                  | zhì                                                  | rén                                                  | láo                                                       | lì                                                        | zhě                                                       | zhì                                                       | yú                                                        | rén                                                       |
| sich bemühen                                         | Herz                                                 | Nominalisierungspartikel                             | regieren                                             | Mensch                                               | sich bemühen                                              | Kraft                                                     | Nominalisierungspartikel                                  | regieren                                                  | Präposition                                               | Mensch                                                    |
| „Wer sich mit dem Herzen bemüht, der regiert Andere“ | „Wer sich mit dem Herzen bemüht, der regiert Andere“ | „Wer sich mit dem Herzen bemüht, der regiert Andere“ | „Wer sich mit dem Herzen bemüht, der regiert Andere“ | „Wer sich mit dem Herzen bemüht, der regiert Andere“ | „Wer sich mit Kraft bemüht, der wird von Anderen regiert“ | „Wer sich mit Kraft bemüht, der wird von Anderen regiert“ | „Wer sich mit Kraft bemüht, der wird von Anderen regiert“ | „Wer sich mit Kraft bemüht, der wird von Anderen regiert“ | „Wer sich mit Kraft bemüht, der wird von Anderen regiert“ | „Wer sich mit Kraft bemüht, der wird von Anderen regiert“ |

In seltenen Fällen werden zum Ausdruck des Passivs auch verschiedene Passivmorpheme wie 見,  jiàn (eigentlich: „sehen“) oder 被,  bèi benutzt: 盆成括見殺.,  Pénchéng Kuò jiàn shā – „Pencheng Kuo wurde getötet.“ (殺,  shā – „töten“).

##### Komplexe Sätze

###### Adverbialsätze
Para- und hypotaktische Beziehungen zwischen Sätzen können im klassischen Chinesisch unmarkiert bleiben:
- 不奪不饜,  bù duó bù yàn – „Wenn sie nicht rauben, sind sie nicht gesättigt.“, wörtlich „(sie) nicht rauben – (sie) sind nicht gesättigt sein“[19]

Daneben bestehen jedoch auch verschiedene Methoden, um solche Beziehungen zu markieren. Eine sehr häufige Möglichkeit besteht in der Nutzung der Konjunktion 而,  ér, die neben einer rein koordinierenden Funktion Sätzen auch eine adverbiale Funktion geben kann:
- 坐而言,  zuò ér yán – „Er sprach, während er saß.“ (坐,  zuò – „sitzen“; 言,  yán – „sprechen“)[20]

| Von 而, ér untergeordneter Satz        | Von 而, ér untergeordneter Satz | Hauptsatz | Hauptsatz | Hauptsatz |
| 鳴                                     | 鼓                              | 而        | 攻        | 之        |
| míng                                   | gǔ                              | ér        | gōng      | zhī       |
| tönen lassen                           | Trommel                         | dann      | angreifen | ihn       |
| „Greife ihn unter Trommelschlägen an.“ |                                 |           |           |           |

Konditionalsätze werden besonders häufig markiert, indem der folgende Hauptsatz mit der Konjunktion 則,  zé – „dann“ eingeleitet wird:
| 不                                                           | 仁              | 則   | 民   | 不    | 至           |
| bù                                                           | rén             | zé   | mín  | bù    | zhì          |
| nicht                                                        | menschlich sein | dann | Volk | nicht | herbeikommen |
| „Handelt man nicht menschlich, kommt das Volk nicht herbei.“ |                 |      |      |       |              |

###### Komplementsätze
Komplementsätze haben im klassischen Chinesisch in Abhängigkeit vom einbettenden Verb verschiedene Formen. Nach Verben wie 欲,  yù „wollen“ und 知,  zhī „wissen“ finden sich nominalisierte Verben (siehe Abschnitt „Nominalphrasen“), oft mit der Aspektpartikel 也,  yě:
| Hauptsatz                                            | Nominalisierter Satz     | Nominalisierter Satz | Nominalisierter Satz | Nominalisierter Satz | Nominalisierter Satz | Nominalisierter Satz |
| 欲                                                   | 其                       | 子                   | 之                   | 齊                   | 語                   | 也                   |
| yù                                                   | qí                       | zǐ                   | zhī                  | qí                   | yǔ                   | yě                   |
| wollen                                               | sein (Attributspronomen) | Sohn                 | (Attributmarker)     | Qi                   | sprechen             | (Aspektpartikel)     |
| „Er will, dass sein Sohn in der Art von Qi spricht.“ |                          |                      |                      |                      |                      |                      |

Nach anderen Verben, darunter 令,  lìng „befehlen“, erscheint das Subjekt des eingebetteten Satzes als Objekt des übergeordneten Verbs. Diese Konstruktion ist auch als Pivot Construction bekannt:
| Hauptsatz                                           | Hauptsatz | Subjekt des eingebetteten Satzes | Komplementsatz | Komplementsatz | Komplementsatz |
| 王                                                  | 令        | 之                               | 勿             | 攻             | 市丘           |
| wáng                                                | lìng      | zhī                              | wù             | gōng           | Shìqiū         |
| König                                               | befehlen  | sie, ihnen (Objektspronomen)     | nicht          | angreifen      | Shiqiu         |
| „Der König befahl ihnen, Shiqiu nicht anzugreifen.“ |           |                                  |                |                |                |

Einige Verben wie 可,  kě „möglich sein“ betten Sätze ein, aus denen eine Objektsnominalphrase, die mit dem Subjekt des übergeordneten Verbs koreferent ist, extrahiert wird, wobei wie bei Nominalphrasen mit 所,  suǒ (siehe Abschnitt „Nominalphrasen“) Preposition Stranding auftritt.
| Hauptsatz                                  | Hauptsatz | Hauptsatz | Hauptsatz    | Komplementsatz | Komplementsatz   |
| 其                                         | 愚        | 不        | 可           | 及             | 也               |
| qí (Attributspronomen)                     | yú        | bù        | kě           | jí             | yě               |
| sein                                       | Dummheit  | nicht     | möglich sein | erreichen      | (Aspektpartikel) |
| „Seine Dummheit kann man nicht erreichen.“ |           |           |              |                |                  |

| Hauptsatz                                                             | Hauptsatz    | Komplementsatz          | Komplementsatz            | Komplementsatz            | Komplementsatz            |
| Hauptsatz                                                             | Hauptsatz    | gestrandete Präposition | eingebettete Verbalphrase | eingebettete Verbalphrase | eingebettete Verbalphrase |
| 不                                                                    | 可           | 與                      | 救                        | 危                        | 國                        |
| bù                                                                    | kě           | yǔ                      | jiù                       | wēi                       | guó                       |
| nicht                                                                 | möglich sein | mit                     | retten                    | gefährdet sein            | Königreich                |
| „Es ist nicht möglich, mit ihm ein gefährdetes Königreich zu retten.“ |              |                         |                           |                           |                           |

#### Nominalphrasen
In Nominalphrasen steht der Kopf immer am Ende, Attribute können durch 之,  zhī markiert werden, das zwischen Kopf und Attribut steht:
| 王                                      | 之       | 諸                | 臣       |
| Wáng                                    | zhī      | zhū               | chén     |
| König                                   | Partikel | die verschiedenen | Minister |
| „die verschiedenen Minister des Königs“ |          |                   |          |

In Nominalphrasen, die keinen overten Kopf haben, wird statt 之,  zhī das Morphem 者,  zhě benutzt:
| 三                                   | 家      | 者       |
| sān                                  | jiā     | zhě      |
| drei                                 | Familie | Partikel |
| „die (Mitglieder) der Drei Familien“ |         |          |

Verben können nominalisiert werden, indem ihr Subjekt als Attribut und sie als Kopf einer Nominalphrase realisiert werden:
- 王來,  wáng lái – „der König kommt“ > 王之來,  wáng zhī lái – „das Kommen seitens des Königs; die Tatsache, dass der König kommt“ (王,  wáng – „König“; 來,  lái – „kommen“)

Umgekehrt kann auch das Prädikat als Attribut eingesetzt werden, wodurch Konstruktionen entstehen, die in ihrer Funktion Relativsätzen entsprechen:
- 王來,  wáng lái – „der König kommt“ > 來之王,  lái zhī wáng – „der kommende König“ (wörtlicher: „der König des Kommens“)

In den gleichen Funktionen kann dann auch 者,  zhě verwendet werden:
- 來者,  lái zhě – „derjenige, der kommt“

| 知                            | 者       | 不    | 言       |
| zhī                           | zhě      | bù    | yán      |
| wissen                        | Partikel | nicht | sprechen |
| „wer weiß, der spricht nicht“ |          |       |          |

Relativsätze, deren externes Bezugswort mit einem im Relativsatz eingebetteten Objekt eines Verbs oder eines Koverbs koindiziert ist, können mit der Partikel 所,  suǒ gebildet werden. (zur Syntax dieses Zitats vergleiche den Abschnitt Nominale Prädikate):
| 所                                                              | 得                       | 非    | 所                      | 求                      | 也             |
| suǒ                                                             | dé                       | fēi   | suǒ                     | qiú                     | yě             |
| Partikel                                                        | bekommen                 | nicht | Partikel                | suchen                  | Aspektpartikel |
| „was (man) bekommen hat“                                        | „was (man) bekommen hat“ | nicht | „was (man) gesucht hat“ | „was (man) gesucht hat“ | Aspektpartikel |
| „Was (man) bekommen hat, ist nicht das, was (man) gesucht hat.“ |                          |       |                         |                         |                |

Mit der Ausnahme von 於,  yú stehen Präpositionen direkt nach 所,  suǒ, wenn deren Komplement extrahiert ist. Der Agens des eingebetteten Verbs kann als Attribut vor der 所,  suǒ-Phrase stehen.
| 亂                          | 之               | 所       | 自  | 起        |
| luàn                        | zhī              | suǒ      | zì  | qǐ        |
| Unordnung                   | Attributpartikel | Partikel | von | aufstehen |
| „woher die Unordnung kommt“ |                  |          |     |           |

## Lexikon
Das Lexikon des klassischen Chinesisch unterscheidet sich wesentlich von dem des modernen Chinesisch. In quantitativer Hinsicht umfasst das klassische Chinesisch der Zeit der Streitenden Reiche nur etwa 2000 bis 3000 Lexeme, wozu noch eine große Anzahl an Personen- und Ortsnamen hinzukommt. Zusätzlich zu dem aus dem Proto-Sinotibetischen ererbten und dem schon in vorklassischer Zeit aus Nachbarsprachen entlehntem Wortmaterial wurden auch in klassischer Zeit Wörter aus nichtchinesischen Sprachen entlehnt. So wurde das Wort 狗 gǒu „Hund“, das erstmals in der klassischen Periode auftauchte und später das alte Wort 犬 quǎn „Hund“ verdrängte, vermutlich aus einer frühen Form der südlich von China beheimateten Hmong-Mien-Sprachen übernommen. Nach der Qin-Dynastie nahm der Wortschatz des klassischen Chinesisch beträchtlich zu, zum einen durch Aufnahme von Lehnwörtern, aber auch durch Übernahme von Wörtern aus der gesprochenen Sprache.

### Allgemeines
- Wang Li (王力): „Skizze der Geschichte des Chinesischen“ (汉语史稿), Peking 1957.
- Zhou Fagao (周法高): „Grammatik des Altchinesischen“ (中國古代語法), Taipei, 1959–1962
- Zhu Xing (朱星): „Altchinesisch“ (古代汉语), Tianjin Renmin Chubanshe, Tianjin 1980.

### Grammatiken
- Georg von der Gabelentz: Chinesische Grammatik mit Ausschluss des niederen Stiles und der heutigen Umgangssprache. Weigel, Leipzig 1881, Digitalisat. Nachdrucke: VEB Niemeyer, Halle 1960; Deutscher Verlag der Wissenschaften, Berlin 1953.
- Robert H. Gassmann: Grundstrukturen der antikchinesischen Syntax. Eine erklärende Grammatik (= Schweizer Asiatische Studien. 26). Peter Lang, Bern 1997, ISBN 3-906757-24-2.
- Derek Herforth: A sketch of Late Zhou Chinese grammar. In: Graham Thurgood und Randy J. LaPolla (Hrsg.): The Sino-Tibetan Languages. Routledge, London 2003, ISBN 0-7007-1129-5, S. 59–71.
- Ma Zhong (马忠): „Altchinesische Grammatik“ (古代汉语语法), Shandong Jiaoyu Chubanshe, Jinan 1983.
- Edwin G. Pulleyblank: Outline of Classical Chinese Grammar University of British Columbia Press, Vancouver 1995, ISBN 0-7748-0505-6 / ISBN 0-7748-0541-2.
- Yang Bojun (杨伯峻) und He Leshi (何乐士): „Die Grammatik und Entwicklung des Altchinesisch“ (古汉语语法及其发展), Yuwen Chubanshe, Peking 2001.
- Yi Mengchun (易孟醇): „Grammatik des Chinesischen vor der Qin-Dynastie“ (先秦语法), Hunan Jiaoyu Chubanshe, Changsha 1989.

### Lehrbücher
- Gregory Chiang: Language of the dragon. A classical Chinese reader. Zheng & Zui Co., Boston, MA 1998, ISBN 0-88727-298-3.
- Michael A. Fuller: An Introduction to Literary Chinese. Harvard Univ. Asia Center, Cambridge u. a., 2004, ISBN 0-674-01726-9.
- Robert H. Gassmann, Wolfgang Behr: Antikchinesisch. Teil 1: Eine propädeutische Einführung in fünf Element(ar)gängen. Teil 2: 30 Texte mit Glossaren und Grammatiknotizen. Teil 3: Grammatik des Antikchinesischen. (= Schweizer Asiatische Studien. 18). Peter Lang, Bern 2005, ISBN 3-03910-843-3.
- Paul Rouzer: A New Practical Primer of Literary Chinese. Harvard Univ. Asia Center, Cambridge u. a., 2007, ISBN 978-0-674-02270-6.
- Harold Shadick, Ch’iao Chien [Jian Qiao]: A First Course in Literary Chinese, 3 Bände. Ithaca, Cornell University Press 1968, ISBN 0-8014-9837-6, ISBN 0-8014-9838-4, ISBN 0-8014-9839-2. (Wird an mehreren Universitäten im deutschsprachigen Raum als Lehrbuch verwendet.)
- Ulrich Unger: Einführung in das Klassische Chinesisch. (2 Bände) Otto Harrassowitz, Wiesbaden 1985, ISBN 3-447-02564-6.
- Kai Vogelsang: Introduction to Classical Chinese. Oxford University Press, New York 2021, ISBN 978-0-19-883497-7

### Phonologie
- William H. Baxter: A Handbook of Old Chinese Phonology. Trends in Linguistics, Studies and monographs No. 64 Mouton de Gruyter, Berlin / New York 1992, ISBN 3-11-012324-X.
- Bernhard Karlgren: Grammata serica recensa. Museum of Far Eastern Antiquities, Stockholm 1957 (von historischem Interesse)
- Edwin G. Pulleyblank: Lexicon of reconstructed pronunciation in early Middle Chinese, late Middle Chinese, and early Mandarin. UBC Press, Vancouver 1991, ISBN 0-7748-0366-5 (modernste Rekonstruktion des Mittelchinesischen)
- Laurent Sagart: The roots of Old Chinese (= Current Issues in Linguistic Theory 184). Mouton de Gruyter, Amsterdam 1999, ISBN 90-272-3690-9, ISBN 1-55619-961-9.

### Wörterbücher
- Seraphin Couvreur: Dictionnaire classique de la langue chinoise Imprimerie de la mission catholique, Ho Kien fu 1911.
- Herbert Giles: Chinese-English dictionary Kelly & Walsh, Shanghai 1912
- Wang Li (王力), Hrsg.: „Wang Li's Wörterbuch des Altchinesisch“ (王力古汉语字典), Zhonghua Shuju (中华书局), Peking 2000. ISBN 978-7-101-01219-4
- Robert Henry Mathews: Mathews’ Chinese-English dictionary China Inland Mission, Shanghai 1931. (Nachdrucke: Harvard University Press, Cambridge 1943 etc.)
- Instituts Ricci (Hrsg.): Le Grand Dictionnaire Ricci de la langue chinoise Desclée de Brouwer, Paris 2001, ISBN 2-220-04667-2. Vgl. Le Grand Ricci.
- Werner Rüdenberg, Hans Otto Heinrich Stange: Chinesisch-deutsches Wörterbuch. Cram, de Gruyter & Co., Hamburg 1963.
- Ulrich Unger: Glossar des klassischen Chinesisch. Harrassowitz, Wiesbaden 1989, ISBN 3-447-02905-6 (Beschränkt sich im Gegensatz zu den anderen hier genannten Wörterbüchern auf die Zeit der Streitenden Reiche)
- „Wörterbuch des Altchinesisch“ (古代汉语词典), 3. Auflage, Shangwu Yinshuguan (商务印书馆), Peking 2014. ISBN 978-7-100-09980-6